# James Ireland
Pour les articles homonymes, voir Ireland.
Pas d'image ? Cliquez ici

a Compétitions nationales et continentales officielles uniquement.

b Matchs officiels uniquement.
James Cecil Hardin Ireland, né le 10 décembre 1903 à Glasgow et mort le 25 octobre 1998 à Polmont, est un joueur de rugby à XV écossais ayant occupé le poste de talonneur en sélection écossaise durant les années 1920, période faste de celle-ci dans le Tournoi des Cinq Nations (4 victoires de 1920 à 1929). Il a évolué pour le club de Glasgow HSFP. Il a été président de la Scottish Rugby Union de 1950 à 1951.

## Palmarès
- 2 victoires dans le tournoi en 1925 (1er Grand chelem écossais), 1927 (ex-aequo avec l'Irlande)

## Statistiques en équipe nationale
- 11 sélections
- Sélections par années : 3 en 1925, 4 en 1926, 4 en 1927